# Days Gone
Days Gone — відеогра жанру жахів та пригодницького бойовика, розроблена компанією SIE Bend Studio й випущена компанією Sony Interactive Entertainment як ексклюзив для PlayStation 4. Відеогру булу розроблено на ігровому рушії Unreal Engine 4.

## Ігровий процес
За жанром, Days Gone є пригодницьким бойовиком у поєднанні із survival horror, встановлена в постапокаліптичному відкритому світі, а керування персонажем здійснюється від третьої особи. Головний герой Дикон Сент-Джон, бродяга та мисливець за головами, який віддає перевагу життю на шляху до пустель. Гра відбувається через два роки після того, як відбулася глобальна пандемія, яка вбила майже все людство, і трансформувала мільйони інших в «Freakers», бездушних зомбі-істот, які швидко розвиваються. На демонстраційному етапі E3 2016 з'явилися два типи «Freakers», Newts і Hordes. На демонстраційному етапі E3 2017 стало відомо, що інфіковані тварини, такі як ведмеді та вовки, також є «Freakers» і ворогами для вцілілого людства.
Гравець може виконувати цілі кількома способами, наприклад, за допомогою прихованої або довгої та короткої зброї. Динамічна система погоди та цикл день-ніч також покажуть, що робить «Freakers» слабкими й повільними вдень, але швидкими й сильними вночі. Основним транспортним засобом Дикона є мотоцикл, який можна модифікувати для підвищення його швидкості, довговічності або маневровості. Гравець здатний створювати нові предмети для поліпшення бойової ефективності.

## Розробка
Гра була офіційно анонсована 13 червня 2016 року на виставці E3 2016. Days Gone став першим великим проєктом SIE Bend Studio за багато років, який розроблявся безпосередньо для консолі восьмого покоління на ігровому движку Unreal Engine 4. Розробку гри очолив креативний директор Джон Гарвін і геймдиректор Джефф Росс. Музичний супровід до гри створювався композитором Натаном Вайтгедом. Вихід гри у всьому світі відбувся 26 квітня 2019 року ексклюзивно для ігрової платформи PlayStation 4.

## Оцінки й відгуки
Гра отримала в основному змішані відгуки від критиків і рецензентів різних видань згідно з даними агрегатора Metacritic. Середній бал оцінок гри становить 71 бал зі 100 на основі 109 рецензій від різних видань. За даними OpenCritic, середній бал заснований на 132 рецензіях, також склав 71 бал зі 100 можливих. Більшість рецензентів не зійшлися в єдиній думці щодо гри, а ключовими недоліками критики називають однотипні завдання, структуру відкритого світу і технічні недоробки гри. При цьому, критики хвалять базові механіки та звуковий супровід.